# Wipeout 3
Vous lisez un « article de qualité » labellisé en 2014.
Wipeout 3 (stylisé wip3out) est un jeu vidéo de course futuriste développé et édité par Psygnosis sur PlayStation. Il s'agit du troisième épisode de la série Wipeout sur cette console, le quatrième toutes machines confondues, sorti le 31 août 1999 en Amérique du Nord, le 8 septembre 1999 en Europe et le 2 février 2000 au Japon. Le 14 juillet 2000, une réédition du jeu, Wipeout 3: Special Edition, est sortie exclusivement en Europe. Le joueur contrôle un vaisseau armé à grande vitesse dans le but d'éliminer ses adversaires de la course.
Le développeur de Wipeout 3, Psygnosis, a embauché l'entreprise de design graphique The Designers Republic pour créer un jeu aux couleurs, aux menus et aux circuits simples, afin de créer un environnement futuriste mais « crédible », selon un membre du personnel de Psygnosis. C'est l'un des seuls jeux de la PlayStation à être en haute résolution, offrant un graphisme plus net. La bande-son de Wipeout 3 est composée de musiques techno et électro, créées par Sasha, Orbital et The Chemical Brothers.
À sa sortie, le jeu est bien accueilli : les critiques ont salué les graphismes, la bande-son et les éléments de design minimalistes. Le niveau de difficulté élevé, le manque de nouveau contenu, de courses et de nouvelles options de jeu ont été considérés comme les principaux points noirs de ce jeu. Malgré une bonne critique, Wipeout 3 n'est pas un succès commercial, avec seulement 340 000 exemplaires vendus à travers le monde.
Wipeout 3 est le dernier jeu de la série Wipeout à sortir sur PlayStation. L'opus suivant, Wipeout Fusion, est sorti exclusivement sur PlayStation 2 en 2002.

## Trame
Wipeout 3 se déroule en 2116 au cœur d'une ville futuriste accueillant la ligue de course F7200, un championnat de vaisseaux anti-gravité futuristes.
La ligue de course F7200 se dispute sur huit circuits situés dans les différents quartiers de la ville organisatrice du championnat. Porto Kora est un circuit dans une zone portuaire, tandis que le circuit P-Mar Project prend place dans une banlieue boisée et fleurie et la piste Stanza Inter croise une ligne de métro.
Le championnat est disputé par douze concurrents répartis dans huit écuries différentes, parmi lesquelles l'écurie japonaise AG-Systems International fondée en 2017, l'équipe nord-américaine Auricom Industries créée en 2025, la structure brésilienne Pirhana Advancements fondée en 2060, ou encore l'équipe européenne FEISAR (Federal European Industrial Science And Research) de 2017 et l'équipe russe Qirex Research and Development fondée en 2041,,,,. Outre ces cinq équipes, trois nouvelles structures font leur apparition dans cet opus, comme l'écurie du Pacifique Goteki-45 fondée en 2095, Assegai Developments, structure africaine créée en 2113 et Icaras, fondée en 2109,,.

## Système de jeu

### Vaisseaux et facultés
Wipeout 3 conserve les éléments de base de ses prédécesseurs. Le joueur participe à la ligue F7200, un championnat de vaisseaux anti-gravité futuristes.
Ces vaisseaux appartenant à des écuries de course sont conduits par douze concurrents sur huit circuits. Chaque engin est équipé d'un bouclier d'énergie qui absorbe les dommages subis lors de la course, et lorsque le bouclier est détruit, le joueur peut être éliminé de la course. Les boucliers peuvent être régénérés dans la voie des stands, située à proximité de la ligne d'arrivée et matérialisée par des rayures bleues. Plus le joueur passe de temps dans les stands, plus le bouclier est régénéré.
En plus des boucliers, chaque bolide dispose sur ses côtés d'un aérofrein pour négocier les virages serrés et une fonction d'hyper-accélération, permettant d'augmenter fortement la vitesse en utilisant l'énergie du bouclier. Cette dernière fonction rend donc le vaisseau plus vulnérable et est ainsi inutilisable lorsque l'énergie protectrice est inférieure à 25%. Il est également possible d'augmenter la vitesse de l'engin en survolant une aire de vitesse, symbolisée par un chevron bleu, et ce sans utiliser l'énergie du bouclier ; plusieurs aires survolées à la suite augmentent la vitesse du vaisseau de façon incrémentielle : par exemple, deux aires survolées à la suite augmentent deux fois plus la vitesse de l'engin. Ces aires de vitesse sont placées de façon stratégique sur le circuit, ainsi celles placées sur les lignes droites facilitent les dépassements mais celles situées dans les virages augmentent le risque de collision.
Dans chaque circuit sont disséminés régulièrement des points de contrôle matérialisés par des faisceaux lumineux bleus balayant horizontalement la piste. À chaque course, un compte à rebours se déclenche, indiquant le temps maximum disposé pour franchir ces points de contrôle ; si le temps est écoulé, le vaisseau est éliminé de la course. Les circuits sont également nivelés, ainsi, certains changements d'altitude peuvent forcer le vaisseau à toucher le sol, d'autres engendrent des sauts lors desquels la vitesse, le changement de direction dans les airs et l’atterrissage sont primordiaux pour éviter de frapper les murs délimitant le circuit.
Le joueur peut aussi récupérer des armes en passant sur des grilles colorées dispersées sur les circuits. Dans cet opus, six nouvelles armes font leur apparition en plus des cinq déjà présentes lors des volets précédents. Certains armes sont défensives : le pilote automatique permet à l'intelligence artificielle de prendre le contrôle du vaisseau pendant une courte période ; le masque rend invisible le vaisseau, empêchant les adversaires d'attaquer le joueur et l'écran gravitaire permet de minimiser les pertes d'énergie protectrice en cas d'attaque. Enfin le mur refoulant immobilise les vaisseaux qui le percutent, sauf celui qui l'a généré, qui peut passer à travers. D'autres armes sont offensives : le réflecteur permet de renvoyer l'attaque d'un adversaire contre son auteur ; l'aspirateur d'énergie permet de récupérer l'énergie protectrice du vaisseau le plus proche. Les mines sont des armes tirées depuis l'arrière du véhicule, endommageant les engins des poursuivants ; les fusées, tirées par salve de deux depuis l'avant ou l'arrière, aspirent l'énergie du vaisseau touché par ces dernières ou détruisent les mines ; et les multi-missiles tirées aussi par deux, visent jusqu'à deux concurrents dans un court rayon de portée. Enfin, le perturbateur sismique soulève la piste et la fait violemment retomber, endommageant ainsi fortement les vaisseaux sur le circuit, tout en détruisant au passage les mines et les murs refoulant. L'éclair plasmique, pouvant également détruire les murs refoulant, détruisent le vaisseau touché.
Chaque vaisseau dispose d'aptitudes qui lui sont propres.
| Écurie                   | Accélération | Manœuvrabilité | Énergie protectrice |
| ------------------------ | ------------ | -------------- | ------------------- |
| Feisar                   | Très faible  | Élevée         | Élevée              |
| Goteki 45                | Faible       | Moyenne        | Élevée              |
| Auricom Industries       | Moyenne      | Moyenne        | Moyenne             |
| Piranha Advencements     | Moyenne      | Élevée         | Faible              |
| Qirex-RD                 | Élevée       | Faible         | Moyenne             |
| AG-Systems International | Élevée       | Moyenne        | Faible              |
| Assegai Developments     | Moyenne      | Excellente     | Très faible         |
| Icaras                   | Excellente   | Faible         | Faible              |

### Modes de jeu
Pour chaque mode de jeu, trois catégories de course sont disponibles : la catégorie Vector destinée aux débutants, la catégorie Venom adaptée aux pilotes intermédiaires et la catégorie Rapier conçue pour les plus expérimentés. Chacune de ces catégories correspond à un nombre de tours, un mode de difficulté et une vitesse de vaisseaux croissants. Au fil de la progression dans la partie, une quatrième catégorie, Phantom, peut être débloquée.
Dans le mode Course simple, le joueur doit atteindre les points de contrôle dans un temps imparti sous peine d'être éliminé de la course. Dans ce mode de jeu, le joueur peut désactiver les armes et les points de contrôle. Remporter un certain nombre de courses permet de débloquer de nouveaux circuits et vaisseaux.
Le mode Contre-la-montre impose de terminer la course en un minimum de temps, le joueur ne dispose d'aucune arme et n'est confronté à aucun adversaire, mis à part un vaisseau fantôme symbolisant le meilleur tour effectué. Dans le mode Éliminatoire, l'objectif est de gagner des points en fonction du nombre d'adversaires détruits et du nombre de tours effectués : chaque tour terminé et chaque concurrent anéanti rapporte un point. La course s'arrête lorsque le joueur ou l'un de ses adversaires atteint le score cible, compris entre 1 et 99, fixé au préalable par le joueur. Dans ce mode de jeu, les stands permettant de régénérer les boucliers sont désactivés et les vaisseaux détruits reprennent la course en repartant de la ligne de départ.
Le mode Défi comprend vingt-quatre missions réparties en trois catégories, parmi lesquelles la course, dont le but est de terminer parmi les trois premiers ; le contre-la-montre, où il faut terminer la course dans un temps imparti et les armes, dont le but est d'anéantir un nombre d'adversaires défini. Dans ce mode, le vaisseau et le circuit utilisés sont prédéterminés par le jeu. Si les trois catégories de défis sont entièrement réussies, une quatrième salve de huit défis, lors desquels les défis décrits précédemment sont regroupés à chaque fois dans une seule et même mission, est débloquée.
Quant au mode Tournoi, il permet à douze pilotes de s'affronter lors d'un championnat et de gagner des points suivant leur classement à l'issue de chacune des quatre courses composant l'épreuve. Le vainqueur de la course marque dix points, le deuxième six points, le troisième quatre points, le quatrième trois points, le cinquième deux points et le sixième marque un point. Celui ayant remporté le plus de points à l'issue du tournoi est déclaré champion ; en cas d'égalité, le champion est celui qui a terminé le plus de fois dans les trois premiers, puis est désigné selon la valeur des places obtenues sur le podium (trois points pour la victoire, deux pour la seconde place et un point pour la troisième place). En cas de nouvelle égalité, le vainqueur final est celui dont le temps de course total sur les quatre manches du tournoi est le plus faible.
Un mode multijoueur, dans lequel tous les modes de jeu en solo sont également présents, est disponible via un écran partagé.

## Développement

### Conception
Au cours du développement du quatrième volet de Wipeout, entamé en novembre 1998 pour une durée de neuf mois, Psygnosis a conservé plusieurs développeurs du jeu original pour préserver l'expérience acquise lors de la création des précédents jeux de la série, bien que la quasi-totalité des créateurs du premier opus, Wipeout, aient quitté le studio britannique pour fonder leur propre studio, Curly Monsters. Ainsi, Psygnosis a recruté une quinzaine de développeurs au sein de ses autres structures pour rejoindre l'équipe basée à Leeds, en Angleterre,. Psygnosis a cherché à rendre le jeu plus accessible, afin que de nouveaux joueurs puissent s'essayer à ce jeu de courses rapides. Le développeur anglais a ainsi gardé les épreuves les plus faciles au début du jeu pour cette catégorie de joueurs, en proposant néanmoins des parcours plus retors et une difficulté grandissante tout au long de la progression du joueur. Il s'agit ici de répondre à la critique principale formulée à l'encontre de Wipeout, jugé trop difficile par de nombreux joueurs. Wipeout 3 est le premier jeu de la série à utiliser le stick analogique de la manette DualShock, afin d'améliorer le contrôle de l'aéroglisseur.
Plutôt que de concevoir un jeu à partir d'une feuille blanche, le développeur Wayne Imlach dirige une équipe de trois personnes chargée de fabriquer une version de développement à partir de Wipeout 2097, puis de produire les éléments de base du jeu, gérer la création des circuits et de l'optimisation du jeu. L'équipe de développement a réalisé vingt circuits pour Wip3out, mais seuls huit d'entre eux ont été retenus pour la version finale du jeu, à la suite de tests réalisés par les développeurs. Wayne Imlach confie que les circuits ont été choisis en fonction des avantages et inconvénients qu’ils accordaient aux différents vaisseaux : par exemple, un circuit à la piste étroite favorise les vaisseaux lents.
Psygnosis s'est tourné vers le studio de design graphique The Designers Republic pour l'aider au développement du jeu. Cette entreprise, connue pour ses pochettes d'albums techno, a créé les icônes, les panneaux d'affichages, les couleurs, et une police de caractères personnalisée de Wipeout 3 dans un ton très futuriste. L'aspect et la sensation des courses futuristes sont liés au désir de conserver une certaine crédibilité. Le designer principal du jeu, Nicky Westcott, déclare : « Psygnosis a essayé de le faire ressembler à un futur crédible, au lieu de créer dix lunes volant autour d'un ciel orange et un monde fou. Il est très discret et plus raffiné. ».
David Jefferies, l'un des principaux programmateurs du jeu, explique que Wip3out, comme ses prédécesseurs, est conçu pour le marché de version PAL de la PlayStation, qui génère 25 images par seconde. Le jeu est ensuite converti pour le marché NTSC, centré sur les Amériques, affichant 30 images par seconde. La vitesse d'affichage de la version américaine du jeu est donc plus rapide, au détriment d'une résolution plus faible. Cependant, le chronométrage des courses n'a pas été modifié et est donc plus rapide pour ce portage, alors que la vitesse des vaisseaux est identique à toutes les versions du jeu. Ainsi, le temps effectué en course par un joueur américain est 20 % plus lent par rapport à un joueur européen, selon Jefferies.
Le producteur du jeu, Alan Raistrick, explique que Wipeout 3 vient trois ans après la sortie de Wipeout 2097 car ce dernier a connu un « succès commercial très long » et a « marqué une réelle évolution technique ». Les graphismes ont été améliorés par rapport aux précédents opus et Wipeout 3 est le premier de la série à être en haute résolution (512 × 256) (contre 256 × 240 pour Wipeout 2097), ce qui offre un rendu plus net, en particulier pour le mode multijoueurs, qui propose un écran partagé verticalement, en résolution 256 × 256, soit la même qualité graphique que l'opus précédent en mode un joueur. Raistrick révèle que l’utilisation de graphismes en haute résolution a demandé beaucoup de travail : ainsi, « il y a environ 63 % d'informations et d'éléments supplémentaires affichés à l'écran » par rapport au précédent opus. Le mode deux joueurs en écran partagé a été possible grâce aux connaissances acquises par les programmeurs en développant d'autres jeux vidéo. Raistrick estime enfin que Psygnosis, grâce à ses années d'expérience dans la conception de jeux vidéo pour Sony Computer Entertainment, a poussé les capacités techniques de la PlayStation « dans ses limites »,.

### Musique

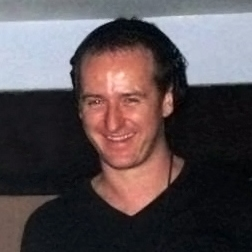
Le disc jokey Sasha, directeur musical de Wipeout 3.

Wipeout 3, continuant la tradition établie par ses prédécesseurs, contient des musiques techno et électro de plusieurs artistes, notamment The Chemical Brothers, Orbital, et Propellerheads. La directrice du développement, Enda Carey, a travaillé sur la bande-son très tôt dans le développement du jeu. Contrairement aux précédentes bandes-sons, Psygnosis a choisi un directeur musical extérieur à son équipe, le DJ Sasha, pour créer une bande-son cohérente, tout en gardant l'identité techno de la série, selon Imlach,. Sasha a aussi créé des morceaux spécialement pour Wipeout 3. Le disque de jeu est un CD mixte qui permet d'écouter la bande-son du jeu dans un lecteur de disque standard. Afin de promouvoir Wipeout 3 et ses musiques, Psygnosis a parrainé une tournée de concerts de Sasha aux États-Unis.
Outre Sasha, Psygnosis a fait appel à MKL, aux groupes de musique électronique britannique Underworld, The Chemical Brothers, qui a collaboré à la bande-son de Wipeout, et Orbital, au groupe de big beat Propellerheads, et à l'allemand Paul van Dyk.
| 1.  | Feisar              | Sasha                 | 4:06 |
| 2.  | Kittens             | Underworld            | 3:06 |
| 3.  | Icaras              | Sasha                 | 4:19 |
| 4.  | Know Where to Run   | Orbital               | 4:12 |
| 5.  | Auricom             | Sasha                 | 4:12 |
| 6.  | Surrender           | MKL                   | 3:42 |
| 7.  | Lethal Cut          | Propellerheads        | 3:41 |
| 8.  | Goteki 45           | Sasha                 | 4:17 |
| 9.  | Under the Influence | The Chemical Brothers | 4:14 |
| 10. | Pirhana             | Sasha                 | 4:15 |
| 11. | Control             | MKL                   | 3:42 |
| 12. | Avenue              | Paul van Dyk          | 4:03 |
| 13. | Xpander             | Sasha                 | 4:07 |

## Accueil

### Critiques générales
Dans l'ensemble, Wipeout 3 a reçu des critiques positives : le jeu a une moyenne globale de 87 % sur GameRankings et un score de 89 % à Metacritic,. IGN décrit Wipeout 3 comme le jeu le plus accessible de la série et le classe en 92e position des meilleurs jeux en 2007. Le site américain GameSpot approuve un jeu qui « devrait plaire aux fans de longue date de la série qui sont à la recherche d'un nouveau défi » et aux joueurs de Gran Turismo, même s'il en rebutera certains de par « son haut niveau de difficulté ». Le critique ajoute que si Wipeout 3 « ne vole pas la ceinture de champion de Wipeout 2097 comme le meilleur jeu de course futuriste de tous les temps, c'est une suite digne ». Le site francophone Jeuxvideo.com fait l'éloge d'un jeu « super rapide tout en restant jouable », félicitant le développeur Psygnosis d'avoir remonté « encore d'un cran la qualité de la série Wipeout » et d'avoir créé « un des meilleurs moteurs 3D » de la PlayStation. Bien que le site regrette le nombre de circuits, jugé un peu faible, il considère cet opus comme « le meilleur jeu de course futuriste sur PlayStation et de loin ». Le mensuel Consoles + applaudit un jeu « doté d'une réalisation technique parfaite et d'une jouabilité exemplaire » tandis que le PlayStation Magazine insiste, sur le fait que malgré « une étrange impression de déjà vu », Wipeout 3 n'a « aucun concurrent », rendant dès lors ce jeu exceptionnel, en dépit du jeu Killer Loop, sorti la même année sur PlayStation,.
Les critiques qui ont moins apprécié Wipeout 3 ont été déçues par le peu d'évolution connue par la série au fil du temps. Stuart Miles, du journal The Times, admet que Wipeout 3 est un bon jeu, mais qu'il ne répond pas à ses attentes : il déclare que « les programmeurs se sont intéressés au design du jeu plutôt qu'au développement de son gameplay ». Enfin, le mensuel français Player One estime qu'il s'agit d'une « bonne suite, un rien décevante au regard des attentes suscitées ».

### Critiques dugameplay
Le gameplay au rythme rapide est désigné comme les points forts du jeu. Rick Sanchez, du site américain IGN, estime que si les courses n'ont pas vraiment changé depuis Wipeout 2097, le jeu est « encore terriblement rapide » et les adversaires contrôlés par l'intelligence artificielle sont brutaux. La difficulté progressive du jeu est appréciée, tout comme la facilité de trouver un vaisseau correspondant à la « capacité du joueur » et les armes considérées comme excitantes. GameSpot apprécie en particulier le mode défi de Wipeout 3, estimant que ce dernier est « presque plus agréable » que le mode de jeu principal, notamment car il permet d'acquérir les « compétences pour gagner ». Le site américain fait aussi l'éloge du mode deux joueurs en écran partagé, Wipeout 2097 nécessitant un PlayStation Link Cable, deux téléviseurs, deux consoles et deux exemplaires du jeu pour utiliser ce mode. Bien que l'utilisation du stick analogique ait été appréciée pour le contrôle du vaisseau, le critique de GamePro a constaté que la manipulation du stick nécessitait une longue pratique et une grande patience de la part du joueur. Les examinateurs de GamePro et Game Revolution ont fait l'éloge des nouvelles options de jeu, notamment l'apparition de nouvelles armes, le mode multijoueur. Un défaut majeur constaté par les critiques a été le niveau de difficulté progressif du jeu. David Canter, du quotidien californien The San Diego Union-Tribune, décrit la progression de la difficulté comme « ridicule dans le mode Tournoi, allant d'un niveau simple comme bonjour jusqu'à un niveau pour durs à cuire ». Du côté de la presse francophone, le magazine français Player One décrit un système de jeu « parfois crispant, autrement jouissif », PlayStation Magazine indique que ce troisième opus sur PlayStation est « difficile », arguant que « les nouvelles armes ne révolutionnent pas le concept et les armes non plus », même si les sensations sont uniques. Enfin, Jeuxvideo.com insiste sur la nécessaire utilisation des aérofreins, « indispensables dans certaines courses » et sur le côté « très fun » du mode multijoueur.

### Critiques des graphismes
Les graphismes du jeu sont plébiscités par la critique. Jack Schofield, du journal The Guardian, a été surpris par le niveau de détail, précisant que les graphismes « sont meilleurs que ceux que l'on attendait de la PlayStation » et que le travail de The Designers Republic donne aux courses une impression réaliste. IGN fait l'éloge de vaisseaux « fantastiques, avec des modèles très détaillés », souligne la richesse des environnements et la netteté de l'image, due à la haute résolution. GameSpot parle de graphismes « impressionnants », quoique « un peu granuleux » tandis que GamePro évoque des circuits « passionnants et des effets spéciaux détaillés », notamment lors de l'utilisation du perturbateur sismique, qui déclenche « une vague d'énergie géante »,. PlayStation Magazine salue « une époustouflante démonstration de maîtrise de la technique » de la part de Psygnosis, estimant que les « arcanes de la programmation sur la PlayStation n'ont plus aucun secret » pour le développeur britannique ; ainsi que le « travail unique » de The Designers Republic, qui a réalisé « des décors sublimes ». Player One décrit « des décors pétant de mille feux », applaudissant « une fluidité sans pareille, même en mode deux joueurs », alors que Consoles + évoque des « textures magnifiques », des décors « de toute beauté » et une animation impressionnante,. Enfin le site francophone Jeuxvideo.com estime que « Wipeout 3 garde l'esprit très techno dans son interface puisque les différents menus sont très simples et la police utilisée dans les textes ferait fuir tout graphologue bien équilibré ». Cependant, David Goldfarb, de la revue International Design, a déclaré que la « rencontre techno pop-art » avait été mieux réalisée lors des précédents opus de la série.

### Critiques de la bande-son
La bande-son de Wipeout 3 est appréciée par la presse spécialisée, mais souffre de la comparaison avec celle de Wipeout 2097. Le site américain GamePro ne se prononce pas vraiment sur la musique du jeu, estimant que sa musique techno est « bien si vous aimez, mais ennuyeux si vous ne l'aimez pas ». Toutefois, les explosions et les collisions de véhicules sonnent bien, mais « sont un peu tièdes pour un jeu génial », selon GamePro. IGN estime que la musique n'est juste que l'affinement de ce qui était « génial » dans les deux premiers opus sortis sur la console de Sony, mais elle ne « propose pas de nouvelles surprises » et ne reflètent pas le « meilleur travail » des artistes. GameSpot fait l'éloge de musiques « très bonnes », même si elles « ne sont pas aussi frappantes » que celles de Wipeout 2097. C'est d’ailleurs l'avis de Consoles +, qui souligne le fait que « chaque véhicule a son bruit de moteur ». Le mensuel Player One regrette une musique techno « résolument commerciale », malgré sa « bonne qualité ».

### Ventes et récompense
Si le jeu est bien accueilli par la critique, on estime que seuls 340 000 exemplaires de Wipeout 3 ont été écoulés à travers le monde, dont 190 000 unités en Amérique du Nord et 130 000 exemplaires en Europe, faisant de cet opus le 492e jeu le plus vendu sur PlayStation, alors que le premier volet de la série, Wipeout (jeu vidéo), s'est écoulé à plus de 470 000 exemplaires. Les ventes de Wipeout 3 sont néanmoins plus élevées que celles de son prédécesseur, Wipeout 2097, vendu à seulement 250 000 exemplaires à travers le monde.
Wip3out se voit décerner le prix du meilleur graphisme lors de l'édition 1999 du BAFTA Interactive Entertainment Awards.

## Wipeout 3: Special Edition

Logo du jeu vidéo Wipeout 3: Special Edition.

Une édition spéciale de Wipeout 3 est sortie exclusivement en Europe le 14 juillet 2000 pour PlayStation. Wipeout 3: Special Edition présente assez peu de différences avec Wipeout 3, mis à part que certains circuits des deux premiers jeux de la série ont été inclus, ce qui porte le nombre de pistes de huit à seize. Cette édition spéciale permet également d'étendre le mode multijoueur à quatre joueurs, en utilisant deux téléviseurs et deux PlayStation. Wipeout 3 est le dernier jeu de la série Wipeout à être sorti sur PlayStation, le volet suivant (Wipeout Fusion) étant sorti en 2002 sur PlayStation 2. Le 9 mai 2003, une compilation réunissant les jeux Wipeout 3 : Special Edition et Destruction Derby 2 est publiée en Europe.

### Manuel d'utilisation
- Wipeout 3 : Manuel d'instructions, Sony Computer Entertainment, 1999

1. ↑  Wipeout 3 : Manuel d'instructions, p. 3.
2. ↑  Wipeout 3 : Manuel d'instructions, p. 32 à 35.
3. ↑  Wipeout 3 : Manuel d'instructions, p. 16 à 20.

### Autres références
- (en) Cet article est partiellement ou en totalité issu de l’article de Wikipédia en anglais intitulé « Wipeout 3 » (voir la liste des auteurs).

1. 1 2 3  « Wipeout 3 : Trois ans après… la résurrection », PlayStation Magazine, no 31,‎ mai 1999, p. 14 à 18.
2. 1 2 3 4 5  Niiico et Gia, « Wipeout 3 - Consoles + », Consoles +, no 92,‎ septembre 1999, p. 114-117.
3. ↑  « AG-Systems », sur wip3out.com (consulté le 16 janvier 2014).
4. ↑  « Auricom », sur wip3out.com (consulté le 16 janvier 2014).
5. ↑  « Pirhana », sur wip3out.com (consulté le 16 janvier 2014).
6. ↑  « FEISAR », sur wip3out.com (consulté le 16 janvier 2014).
7. ↑  « Qirex RD », sur wip3out.com (consulté le 16 janvier 2014).
8. ↑  « Goteki-45 », sur wip3out.com (consulté le 16 janvier 2014).
9. ↑  « Assegai », sur wip3out.com (consulté le 16 janvier 2014).
10. ↑  « Icaras », sur wip3out.com (consulté le 16 janvier 2014).
11. 1 2 3 4 5 6 7  Kornifex, « Test de Wipeout 3 sur PlayStation », sur Jeuxvideo.com, 17 septembre 1999 (consulté le 4 mars 2014).
12. 1 2 3 4  (en)« Gameplay de Wipeout 3 », sur Wip3out.com (consulté le 31 octobre 2010).
13. ↑  (en) « Modes de jeu de Wipeout 3 », sur Wip3out.com (consulté le 31 octobre 2010).
14. 1 2 3 4 5  « Wip3out - PlayStation Magazine », PlayStation Magazine, no 34,‎ septembre 1999, p. 114 à 117.
15. 1 2 3 4 5 6  (en) Rick Sanchez, « Wipeout 3 Review », sur IGN, 24 septembre 1999 (consulté le 1er novembre 2010).
16. 1 2 3 4 5 6 7 8  (en) « Behind the scenes : Wip3out », GamesTM, no 159,‎ 2015, p. 125 à 129.
17. 1 2  (en) David Canter, « Wipeout 3 by Psygnosis », The San Diego Union-Tribune,‎ 26 octobre 1999, p. 19.
18. 1 2  (en) J.C. Herz, « The game as elegant fashion statement », sur nytimes.com, 16 septembre 1999 (consulté le 31 octobre 2010).
19. ↑  (en) « Psygnosis: The Return of the Game That Kickstarted an Era; Psygnosis Announces Complete Band Lineup for Wipeout 3 », Business Wire,‎ 12 juillet 1999, p. 1.
20. ↑  (en) « Psygnosis and DJ Sasha begin the Summer Groove », sur ign.com (consulté le 1er novembre 2010).
21. 1 2  « Notes et avis de la presse spécialisée sur Wipeout 3 », sur Gamekult (consulté le 16 janvier 2014).
22. ↑  (ja) « Wipeout 3 Famitsu », Famitsu,‎ 30 juin 2006, p. 23.
23. 1 2 3 4  (en) Larry Scary, « Wipeout 3 Review », GamePro,‎ 1999 (lire en ligne).
24. 1 2 3 4 5  « Wipeout 3 - Player One », Player One, no 100,‎ septembre 1999, p. 118 à 120.
25. 1 2 3 4 5  (en) Joe Fielder, « Wipeout 3 Review », sur GameSpot, 27 septembre 1999 (consulté le 2 novembre 2010).
26. 1 2  (en) « Test de Wipeout 3 », sur gamerevolution.com, 1er octobre 1999 (consulté le 2 novembre 2010).
27. 1 2  (en) « Wipeout 3 — Metacritic », sur Metacritic (consulté le 1er novembre 2010).
28. ↑  (en) « Wipeout 3 — gamerankings », sur Gamerankings (consulté le 1er novembre 2010).
29. ↑  (en) « Top 100 IGN », sur ign.com (consulté le 1er novembre 2010).
30. ↑  (en) Carlos Salgado, « Hall of fame: Wipeout », sur GameSpy, 1er mars 2001 (version du 16 février 2012 sur Internet Archive).
31. ↑  (en) Stuart Miles, « Not quite a Wipeout, but... », The Times,‎ 1er septembre 1999, p. 8.
32. ↑  (en) Jack Schofield, « Games review: Ripe wipe », The Guardian,‎ 2 septembre 1999, p. 6.
33. ↑  (en) David Goldfarb, « Wipeout 3 », Design International, no 46,‎ novembre 1999, p. 112.
34. ↑  « Game Database », sur vgchartz.com (consulté le 14 février 2013).
35. ↑  (en) « Wipeout 3 Special Edition - Gamepsot », sur GameSpot (consulté le 31 octobre 2010).
36. ↑  (en) « Wipeout 3 Special Edition - IGN », sur ign.com (consulté le 31 octobre 2010).
37. ↑  (en) Wipeout 3 Special Edition sur Official UK PlayStation Magazine
38. ↑  (en) « Wipeout 3 Special Edition / Destruction Derby 2 », sur GameRankings (consulté le 27 février 2014).